# Acalypha lycioides
Acalypha lycioides är en törelväxtart som beskrevs av Ferdinand Albin Pax och Käthe Hoffmann.
Acalypha lycioides ingår i släktet akalyfor och familjen törelväxter. Inga underarter finns listade i Catalogue of Life.